# Церковь Феодора Стратилата (Большое Колычёво)
Храм Феодора Стратилата — приходской православный храм в селе Большое Колычёво городского округа Коломна Московской области. Входит в состав 3-го Коломенского благочиния Коломенской епархии Русской православной церкви.
Здание храма является объектом культурного наследия и находится под охраной государства.

## История строительства храма

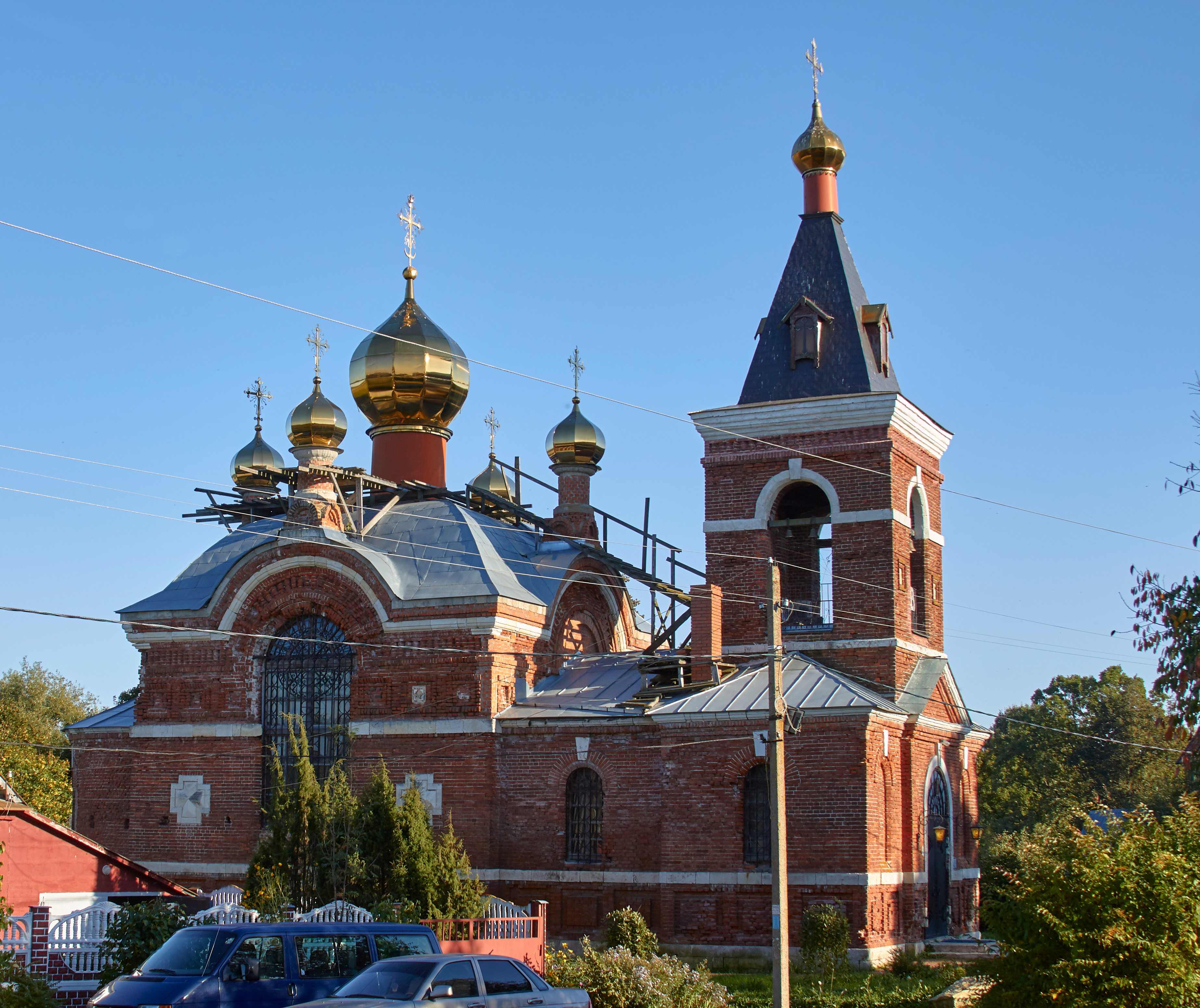
Вид сбоку

О селе Большое Колычёво известно с давних времён. В августе 1380 года именно здесь состоялся сбор русского войска перед Куликовской битвой. После этого исторического события населённый пункт стал принадлежать воеводе Дмитрия Донского — Фёдору Колычу, который и являлся родоначальником бояр Колычевых. Первые письменные свидетельства об этой местности относятся к 1406 году. К этому времени, в этом селе находился храм во имя великомученика Феодора Стратилита, небесного покровителя русского войска.
Самые первые здания церкви были деревянные, неоднократно перестраивались и обновлялись. В 1906 году началось возведение каменного строения храма. Средства на храм были пожертвованы москвичом И. В. Еремеевым (около 100 тыс. руб.) и местными прихожанами. Автором проекта стал архитектор И. П. Злобин. Здание было возведено из кирпича, дополнено полихромными изразцами. Вокруг глухого центрального барабана разместились четыре главки церкви, по центру каждого из фасадов. Пониженный притвор соединяет храм с двухъярусной шатровой колокольней с ложными «слухами». Скорее всего, колычевский храм повторяет аналогичный прием соседней церкви Троицы в Протопопове.
Рядом с церковью были сооружены дом причта и церковно-приходская школа. Иконостас был расписан мастерами иконописной школы Храма Христа Спасителя в Москве.
В 1928 году храм был закрыт. Церковную ограду разобрали и увезли в Коломну. Часть её до сих пор стоит возле здания Центральных бань. Здание храма было отдано под нужды клуба. Однажды, директор клуба зайдя в помещение ночью лишился ума, сжёг всю коммунистическую литературу у себя дома и скончался через две недели. Позже в храме было обустроено зернохранилище, а затем склад удобрений. Постройка значительно пострадала, а внутреннее убранство и главки были утрачены.

## Современное состояние
В 1998 году здание храма было возвращено православной общине. Первоначально стали проходить службы в здании соседней библиотеки. Церковь была так сильно разрушена, что совершать богослужения было опасно. В настоящее время богослужения проводят в самом храме. Строения церкви продолжают восстанавливать.
Храм является памятником архитектуры регионального значения на основании постановления Правительства Московской области № 84/9 от 15 марта 2002 года.